# Bor (Rosja)
Bor (ros. Бор) – miasto w Rosji, w obwodzie niżnonowogrodzkim, nad Wołgą, naprzeciw miasta Niżny Nowogród. Około 76,7 tys. mieszkańców (2021).
W mieście rozwinął się przemysł maszynowy, metalowy oraz szklarski.